# يوشيكازو كاتو
يوشيكازو كاتو (باليابانية: 加藤義一؛ بالكانا: かとう よしかず) هو كاتب سيناريو ومخرج ياباني، ولد في 1972 في كيوتو في اليابان.

## وصلات خارجية
- يوشيكازو كاتو على موقع IMDb (الإنجليزية)
- يوشيكازو كاتو على موقع أول موفي (الإنجليزية)
- يوشيكازو كاتو على موقع قاعدة بيانات الفيلم (الإنجليزية)
- يوشيكازو كاتو على موقع كينوبويسك (الروسية)